# Crenicichla cyclostoma
A  Crenicichla cyclostoma, popularmente conhecida como jacundá joaninha ou mariana, é uma espécie da família dos ciclídeos (Cichlidae), nativa da América do Sul, endêmica da bacia hidrográfica dos rios Tocantins e Araguaia. Atualmente é considerada uma espécie criticamente ameaçada de extinção.

## Etimologia
O nome popular jacundá deriva do tupi yaku'nda, que é empregado como nome genérico aos membros da família dos ciclídeos. Foi registrado em 1618 como jacundâ, em 1631 como iacunda e em 1895 como jacundá. Joaninha deriva do antropônimo Joana junto do diminutivo -inha. Foi registrado pela primeira vez em 1899. Por fim, mariana pode ter derivado do antropônimo Mariana. Foi registrado em 1899.

## Taxonomia
Crenicichla cyclostoma foi alocada no grupo de espécies C. reticulata por Alex Ploeg em 1986, que considerou a ausência de mancha suborbital e a presença de listras horizontais nos flancos.

## Descrição
Crenicichla cyclostoma possui 10 centímetros de comprimento. Tem o corpo e a cabeça compridos lateralmente. É endêmica da bacia hidrográfica dos rios Tocantins e Araguaia, podendo ser encontrada no fundo de riachos tropicais. Por ser uma espécie muito dependendo dos fundos do rio, é sensível à devastação da mata ciliar. Depois da construção da Usina Hidrelétrica de Tucuruí, no Pará, não foi mais encontrada na área de abrangência do reservatório. Em 2018, a perda populacional foi estimada em superior a 80%.

## Classificações e proteção
Em 2007, a espécie foi classificada como criticamente em perigo na Lista de espécies de flora e fauna ameaçadas de extinção do Estado do Pará; como criticamente em perigo na Portaria MMA N.º 444 de 17 de dezembro de 2014; em 2018, como criticamente em perigo no Livro Vermelho da Fauna Brasileira Ameaçada de Extinção do Instituto Chico Mendes de Conservação da Biodiversidade (ICMBio); e como criticamente em perigo no anexo três (peixes) da Lista Oficial da Fauna Brasileira Ameaçada de Extinção da Portaria MMA Nº 148, de 7 de junho de 2022. Em 2021, foi incluída como espécie prioritária no Plano de Ação Territorial de Conservação de Espécies Ameaçadas de Extinção do Território Meio Norte (PAT Meio Norte).